# Ноябрська ТЕС
63°11′11″ пн. ш. 75°24′12″ сх. д. / 63.18639° пн. ш. 75.40333° сх. д.
Ноябрська ТЕС — теплова електростанція в Тюменській області Росії. 
В 2010-му на майданчику станції стали до ладу два однотипні парогазові блоки потужністю по 62 МВт, у кожному з яких одна газова турбіна потужністю 42 МВт живить через котел-утилізатор одну парову турбіну з показником 20 МВт. Паливна ефективність блоків становить 50% (з урахуванням теплофікаційної складової – 80%). 
Як паливо ТЕС використовує природний газ (можливо відзначити, що через Ноябрьськ проходить газопровод Уренгой – Челябінськ). Проектний обсяг споживання газу становить 200 млн м3 на рік. 
Для видалення продуктів згоряння кожен блок має димар заввишки 80 метрів.
Видача продукції відбувається під напругою 110 кВ.